# كاري شولتز
كاري شولتز (بالدنماركية: Kåre Schultz)‏ هو شخصية أعمال ورئيس تنفيذي واقتصادي دنماركي، ولد في 1961.